# Archives de l'État à Eupen

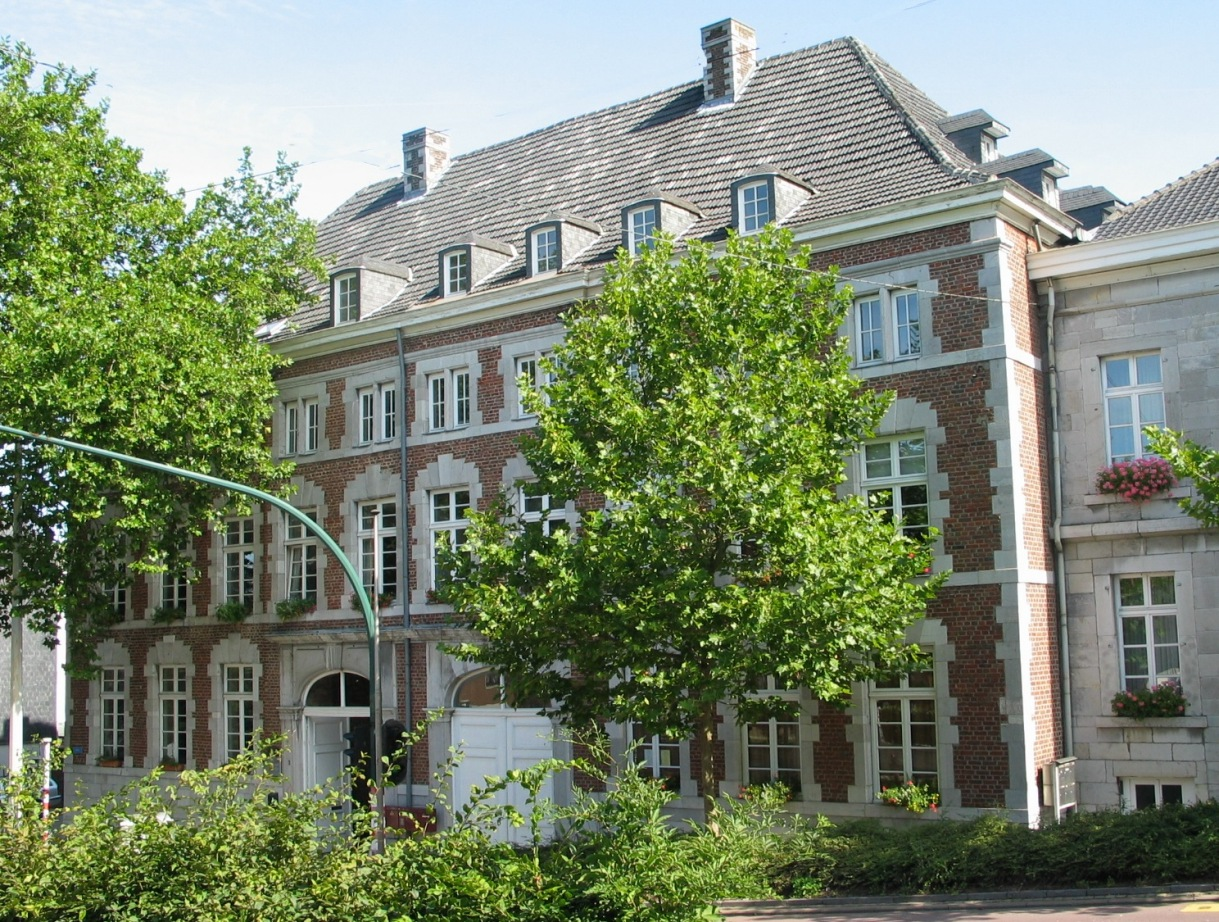
Bâtiment des Archives de l'État à Eupen.

Les Archives de l’État à Eupen (Belgique), en allemand Staatsarchiv Eupen, sont l’une des 109 implantations des Archives de l'État.
Le dépôt se trouve depuis 1988 dans le bas du Kaperberg, aux no 2-4, à proximité de la gare d'Eupen en province de Liège.
Construit en 1721, l'immeuble était autrefois celui du drapier Rehrmann.

## Qu’y trouve-t-on?
Les Archives de l’État à Eupen conservent les archives des institutions ou collectivités, familles ou personnes physiques dont le siège ou le domicile est ou était fixé dans l’arrondissement judiciaire d'Eupen, en province de Liège. Cet arrondissement comprend aujourd'hui les communes d'Eupen, Amblève, Bullange, Burg-Reuland, Butgenbach, La Calamine, Lontzen, Raeren et Saint-Vith, ce qui correspond au territoire de la Communauté germanophone de Belgique.
Le public peut ainsi y consulter, dans la limite du caractère privé de certaines données :
- Les archives des institutions publiques locales de l'Ancien Régime : seigneuries, etc.
- Les archives judiciaires : Parquet de Malmedy, tribunal de commerce de Verviers (1931), tribunaux de police d'Eupen (1945-1974) et Malmedy (1920-1932), Justices de paix de Butgenbach (1789-1797), Eupen (1852-1861) et Malmedy (1820-1942), etc.
- Les archives du Gouvernement et du Ministère de la Communauté germanophone (créée en 1984).
- Les archives des services déconcentrés de l'État.
- Les archives des pouvoirs publics régionaux : commissariats d'arrondissement d'Eupen (1919-1940) et Malmedy (1919-1923), Gouvernement Eupen-Malmedy (1873-1925), etc.
- Les archives des communes.
- Les archives des notaires de l'arrondissement judiciaire d'Eupen : A. Spiess (1901-1919), A. Theissen (1776-1800), A.T. Ahrweiler (1823-1825), A.T. Bartholet (1738-1769), C. Baptiste (1793-1829), etc.
- Les registres paroissiaux.
- Les registres d'état civil.
- Les archives ecclésiastiques : couvent des capucins à Eupen (1750-1796), paroisses, église protestante d'Eupen, etc.
- Les archives d'entreprises : laiteries de Butgenbach (1932-1941), Engelsdorf/Ligneuville (1931-1940), Mirfeld (1934-1943), Nidrum (1934-1941), entreprise Wilhelm Peters und Co (Eupen), etc.
- Les archives de particuliers qui ont joué un rôle important dans la vie sociale.
- etc.

## Salle de lecture numérique
Depuis août 2009, les registres paroissiaux et registres d’état civil de tout le pays ont été progressivement numérisés et mis à disposition du public dans les salles de lecture des Archives de l’État, dont celle d'Eupen.
Depuis janvier 2013, plus de 27 000 registres paroissiaux et un nombre sans cesse croissant de registres d’état civil sont également disponibles gratuitement sur le site internet des Archives de l’État.
D’autres types de documents sont, par ailleurs, consultables depuis la salle de lecture numérique ou le site internet des Archives de l’État : 6 000 photos de la Première Guerre mondiale, des milliers de cartes et plans, les procès-verbaux du Conseil des Ministres (1918-1979), l'annuaire statistique de la Belgique (et du Congo belge) depuis 1870, 3 820 000 moulages de sceaux, etc.